# Leon Panetta
Leon Edward Panetta (28 de junho de 1938, Monterey, Califórnia) foi o 23º Secretário de Defesa dos Estados Unidos, servindo na administração do presidente Barack Obama de 2011 a 2013. Antes de assumir o cargo, ele atuou como diretor da Central Intelligence Agency (CIA). Um político ítalo-americano democrata, advogado e professor, Panetta serviu como Chefe de Gabinete da Casa Branca na administração Bill Clinton, de 1994 a 1997, e foi membro da Câmara dos Representantes dos Estados Unidos, de 1977 a 1993.
Em janeiro de 2009, o presidente Barack Obama nomeou Panetta para o cargo de diretor da CIA. Panetta foi confirmado pelo plenário do Senado em 12 de fevereiro de 2009, e assumiu o cargo no dia seguinte. Como diretor da CIA, Panetta presidiu as operações que levaram à morte de Osama bin Laden.
Em 28 de abril de 2011, Obama anunciou a nomeação de Panetta como Secretário de Defesa, quando Robert Gates se aposentou. Em 21 de junho, o Senado confirmou por unanimidade Panetta como Secretário da Defesa. Ele assumiu o cargo em 1 de julho. David Petraeus assumiu o cargo de Diretor da CIA em 6 de setembro.